# エルダリ・クルタニーゼ
エルダリ・クルタニーゼ（Eldari Kurtanidze、1972年4月16日 - ）は、ジョージア（旧称グルジア）出身の男性レスリング選手。アブハズ自治ソビエト社会主義共和国出身。

## 来歴
レスリング・フリースタイル競技において、1996年アトランタオリンピック、2000年シドニーオリンピックの2大会連続で銅メダルを獲得。また、世界選手権では2度、ヨーロッパ選手権では4度の優勝を果たしている。
2006年12月31日、『PRIDE 男祭り 2006』で総合格闘技デビュー。藤田和之にパウンドでギブアップ（PRIDEの公式記録はKO）負け。

## 戦績
| 総合格闘技 戦績 | 総合格闘技 戦績 | 総合格闘技 戦績 | 総合格闘技 戦績 | 総合格闘技 戦績 | 総合格闘技 戦績 | 総合格闘技 戦績 |
| --------------- | --------------- | --------------- | --------------- | --------------- | --------------- | --------------- |
| 1 試合          | (T)KO           | 一本            | 判定            | その他          | 引き分け        | 無効試合        |
| 0 勝            | 0               | 0               | 0               | 0               | 0               | 0               |
| 1 敗            | 0               | 1               | 0               | 0               | 0               | 0               |

| 勝敗 | 対戦相手 | 試合結果                       | 大会名                      | 開催年月日     |
| ×    | 藤田和之 | 1R 2:08 ギブアップ（パウンド） | PRIDE 男祭り 2006 -FUMETSU- | 2006年12月31日 |

## 獲得タイトル
- 1996年アトランタオリンピック レスリング・フリースタイル 90kg級 銅メダル
- 2000年シドニーオリンピック レスリング・フリースタイル 97kg級 銅メダル